# Майцзишань
Майцзишань («Пшеничная гора») — один из крупнейших буддийских пещерных монастырей Китая в форме муравейника 142-х метровой высоты. Располагается в провинции Ганьсу в районе Майцзи городского округа Тяньшуй. Начало монашеской жизни и строительства первых пещер относят к периоду династии Поздняя Цинь (384 - 417).
Всего в горе расположено 194 грота: 54 – на востоке, 140 – на западе. Они высечены на южном склоне горы, на высоте 80 м от подножья. Внутри находится более 7200 глиняных и каменных скульптур, свыше 1300 кв.м. фресок, которые были созданы с IV по XIX век. Здесь можно проследить этапы развития скульптурного искусства в Китае. Кроме скульптур, здесь было обнаружено более 2000 предметов из керамики, бронзы, железа и яшмы, древние книги, документы, картины и работы каллиграфов. Самая высокая скульптура достигает 16 м. Из одной пещеры в другую можно попасть только по деревянной дорожке, проходящей над обрывом.
В настоящее время сохраняется как музей, и многие из гротов закрыты для посещения.